# Promachus rondanii
Promachus rondanii là một loài ruồi trong họ Asilidae. Promachus rondanii được Oldroyd miêu tả năm 1975.